# Privremena irska revolucionarna armija
Privremena Irska republikanska armija (ир. Óglaigh na hÉireann, engl. Provisional Irish Republican Army - skraćeno PIRA) je Irska republikanska paravojna organizacija koja se smatra direktnim naslednikom Irske revolucionarne armije, koja se borila s britanskim okupatorom za vreme Irskog rata za nezavisnost. Kao i ostale paravojne organizacije koje se nazivaju IRA, Privremena IRA se takođe naziva i Óglaigh na hÉireann (Irski volonteri), što je i službeni naziv Irskih odbrambenih snaga. Privremena IRA je još poznata kao PIRA, 'RA, a u engleskom jeziku se ustalio i izraz Provos.
Službeni cilj Pire je prekidanje britanske vlasti u Irskoj i uspostavljanje Irske socijalističke republike, na temelju proglasa iz 1916. godine. Do Ugovora iz Belfasta 1998. godine, PIRA je želela da promeni status Severne Irske unutar Ujedinjenog Kraljevstva, i da ujedini Irsku korišćenjem oružane sile i političkog uveravanja. PIRA se smatra terorističkom organizacijom u UK i ilegalnom organizacijom u Republici Irskoj.
28. jula 2005. godine vojno veće Ire objavilo je kraj svoje oružane kampanje, tvrdeći da će raditi na ostvarenju svojih ciljeva politički i kroz demokratske programe, isključivo mirnim putem, te da se svi članovi odreknu bilo kakve druge aktivnosti. U septembru 2008. godine, službeni izveštaj nezavisne komisije navodi da je PIRA posvećena političkom putu i da više ne predstavlja pretnju miru ili demokratiji, tako da vojno veće Pire više nije funkcionalno.

## Poreklo

### Raspad Ire 1969.
Prema učenju nasilnog irskog republikanizma (engl. Physical force Irish republicanism), vlada koja postoji od 1922. godine, i parlament Severne Irske, su ilegalne, i nametnuli su ih Britanci za vreme Anglo-irskog spora, uprkos zadnjim izborima u celoj Irskoj, 1918, kada je većina glasala za ujedinjenu, slobodnu Irsku. Prava Irska republika, ona jednostrano proglašena 1919. još uvek postoji. Privremena IRA je samo naslednik prvobitne Ire koja je služila Irskoj republici za vreme Irskog rata za nezavisnost.
Dok je za vreme mira i Irskog građanskog rata većina starijih članova Ire bila za odbacivanje britanskog predloga, većina republikanaca je prihvatila Irsku bez 6 najsevernijih grofovija. Ipak, manjina republikanaca je smatrala da je vojno veće Ire legitimna vlada obeju Irskih država dok zajednička država ne bude uspostavljena. Prvobitna je ideja bila zbaciti vlade obeju država i ujediniti ih, međutim, 40-ih godina je došlo do promene politike, i vojno veće Ire je izdalo naredbu da se nikakve akcije ne preduzimaju protiv 26 južnih grofovija. Od tada, IRA radi na rušenju Severne Irske, koja je i dalje deo Ujedinjenog kraljevstva. U 50-ima, IRA je vodila nedelotvornu gerilsku kampanju poznatu kao "Granična kampanja".
IRA se raspala na dve grupe na svojoj Specijalnoj vojnoj konferenciji u decembru 1969. zbog pitanja suzdržanosti (treba li se prikloniti ili ne parlamentu Republike Irske) i zbog pitanja kako rešenja eskalacije nasilja u Severnoj Irskoj. 1969. Ozbiljni neredi izbili su u Deriju, a stotine domova uništeno je u Belfastu. IRA nije imala ni oružje, a nije bila ni organizovana kako bi zaštitila katolike u Severnoj Irskoj. Dve grupe koje su nastale bile su Službena IRA i Privremena IRA.
Službena IRA nije htela da se meša u ono što je smatrala manjim nasiljem, niti je htela da započne oružanu borbu protiv Severne Irske, uzimajući u obzir neuspeh Granične kampanje u 50-ima. Oni su svoje pristalice tražili unutar radničke klase. Za razliku od njih Privremena IRA je zahtevala veliku ofanzivu na Severnu Irsku i zaštitu katolika, te zbacivanje britanske vlasti.

### Osnivanje Privremene Ire
Privremena IRA je osnovana kada je Privremeno vojno veće postalo službeno vođstvo novoosnovane Ire. Naime, kada je trebalo da se na konferenciji 1969. raspravi o priznavanju parlamenta Severne Irske, Republike Irske i Ujedinjenog kraljevstva, nekoliko članova s vrha je odbilo, smatrajući da je vođstvo Ire ovim činom prestalo da predstavlja ciljeve republikanaca.
Šon mek Stiofain, vođa obaveštajnog ogranka bio je jedna od ključnih osoba, povezana s vođama ogranaka Ire u Belfastu, Bilijem Mekijem i Džoom Kahilom, koji su odbijali naredbe vođa Ire nakon septembra 1969, zbog neuspeha u odbrani katolika u Severnoj Irskoj. Od 13 odreda Ire u Belfastu, 9 se pridružilo PIRA-i. Prvi članovi vojnog veća Pire bili su Šon mek Stiofain, Ruairi o Bradaj, Padi Mulkahi, Šon Trejsi, Leo Martin i Džo Kahil. Političko krilo, Privremeni Šin Fejn je osnovano 11. januara 1970, kada je trećina delegata napustila skupštinu Šin Fejna.
Postoje tvrdnje da je Privremena IRA dobila novac i oružje od Irske vlade. Iako je naknadna istraga odbacila takve tvrdnje, nekih 100 hiljada funti donirala je Irska vlada kako bi zaštitila katolike i prema istoričaru Ričardu Inglišu nema nikakve sumnje da je deo tog novca završio u rukama Privremene Ire.
Najvažnije ličnosti nakon stvaranja Pire bili su Šon mek Stiofain, Ruairi o Bradaj, Daiti o Konel i Džo Kahil. Svi su bili članovi vojnog veća Privremene Ire.
Privremena IRA je zadržala većinu načela kao i IRA pre 1969. godine. Smatrala je da je britanska vladavina i vlada republike Irske ilegalna. Vojno veće Privremene Ire bilo je legitimna vlada cele Irske.
Kako je nasilje u Severnoj Irskoj jačalo, tako se pojačala vojna aktivnost i Službene i Privremene Ire. Iako je Službena IRA smatrala da je njeno delovanje odbrambeno, PIRA je zahtevala i pozvala na agresivnu kampanju protiv Severne Irske. Iako je službena IRA u početku imala veću podršku javnosti, nakon što je proglasila prekid borbi 1971, Privremena IRA je počela da dominira. PIRA je nasledila gotovo sve članove sa severa, i privukla one militantnije iz ostatka Irske. Osim toga, mnogo mladih Iraca, iz Severne Irske, koji su postali radikalni zbog nasilja koje je izbilo 1969, učlanilo se u Privremenu IRA-u.
Iako je PIRA imala svoj politički ogranak, koji se odvojio od Šina Fejna u isto vreme kad se dogodio raspad IRA-e, njegovo delovanje je bilo ograničeno u početku, jer se PIRA orijentisala isključivo na oružani sukob.

## Organizacija
IRA je hijerarhijski organizovana, a na njenom vrhu bilo je vojno veće Ire, kojeg je vodio načelnik stožera.

### Vodstvo
Svi nivoi Ire imaju pravo da pošalju svoje delegate na Generalne vojne konvencije Ire (eng. General Army Convention - GAC). Te su konvencije bile vrhovni autoritet u donošenju odluka. Pre 1969. kada je takvo sastajanje bilo legalno, konvencije su se redovno održavale. Nakon 1969. održale su se samo dva puta, 1970. i 1986, zbog teške organizacije tajnog velikog okupljanja.
Pojedinačni odseci bili su:
- Odsek generalne nabave
- Financijski odsek
- Tehnički odsek
- Odsek za obuku
- Obaveštajni odsek
- Odsek za odnose s javnošću
- Odsek za operacije
- Odsek za sigurnost

### Regionalno zapovedništvo
Zapovedništvo PIRA-e je u početku bilo smešteno u Dablinu. Ipak, 1977, zajedno sa reorganizacijom brigada u manje ćelije, zapovedništvo je prebačeno u ratnu zonu - Severnu Irsku.

### Brigade
Privremena IRA svoje je članove nazivala volonterima. Do kasnih 70-ih godina, volonteri su bili organizovani u tradicionalne vojne strukture. Volonteri koji su živeli u jednom području stvarali su satniju, koja je bila deo bataljona, a koji je mogao biti deo brigade, iako su mnogi bataljoni bili slobodni i nisu bili pridruženi brigadama.
Većinu svog postojanja, PIRA je imala 5 delatnih brigada unutar "ratne zone". Ove brigade su bile u Belfastu, Londonderiju, Tajronu/Monaganu i Armagu. Brigada u Belfastu imala je tri bataljona, u zapadnom, istočnom i severnom delu grada. U početku severnoirskih sukoba (eng. The Troubles), članstvo Ire u Belfastu se naglo povećalo. U avgustu 1969. brigada u Belfastu je imala oko 50 aktivnih članova, a do kraja 1971. hiljadu dvesta članova. Deri je imao jedan bataljon i Južnoderijsku brigadu. Derijevski bataljon postao je brigada 1972, nakon Krvave nedjelje, kada su britanski padobranci ubili 13 nenaoružanih demonstranata na maršu za ljudska prava, nakon čega je usledilo povećanje članova. Grofovija Armag je imala tri bataljona, dva veoma aktivna u južnom Armagu, i jedan manje aktivan na severu. Zbog toga se južni bataljoni još nazivaju i brigada južnog Armaga. Isto tako, brigada Tajron/Monagan, koja je delovala uz granicu, se često naziva brigada istočnog Tajronea. Fermanag, Južni Daun, Severni Antrim imali su vlastite bataljone koji nisu bili deo brigade.

### Aktivne jedinice
1977. godine Privremena IRA se reorganizovala iz većih, konvencionalnih jedinica u manje, uglavnom zbog problema sigurnosti. Umesto bataljona, dve paralelne jedinice su osnovane unutar brigade. Prva, struktura stare satnije je korišćena za zadatke patroliranja, skupljanja podataka i skrivanja oružja. Ovo su bile ključne delatnosti za podršku. Ipak, većina stvarnih napada izvršila je druga vrsta jedinice - jedinice aktivne službe. Da bi se poboljšala sigurnost i učinkovitost, jedinice aktivne službe bile su manje ćelije, od 5 do 8 ljudi, i služile su za oružane napade. Do kraja 80-ih i početka 90-ih, računalo se da IRA ima oko 300 članova u ćelijama i 450 kao podršku.
Izuzetak je bila brigada južnog Armaga, koja je zadržala svoju tradicionalnu hijerarhiju i veliki broj volontera u svom delovanju.
Južno zapovedništvo Privremene Ire, koje se nalazilo u Irskoj republici, sastojalo se od Dablinske brigade i broja manjih jedinica u seoskim područjima. Njihova glavna aktivnost bila je uvoz i skladištenje oružja i dobavljanje financijskih sredstava kroz pljačke i druge metode. Isto tako, postojao je veći broj kampova za obuku u Severnom Keriju.

## Strategija od 1969. do 1998.

### „Eskalacija, eskalacija, eskalacija”
Nakon nereda u avgustu 1969. godine, IRA je započela da naoružava i trenira kako bi zaštitila katolička područja od daljih napada. Nakon raspada, Privremena IRA je započela s planom za potpunu ofanzivu protiv britanske okupacije.
Službena IRA se protivila takvom pristupu zato što bi doveo do klasnog sukoba. Granična kampanja u 50-im izbegavala je urbana središta kako bi se smanjile civilne žrtve. S druge strane, Privremena IRA se bazirala isključivo na borbu u urbanim sredinama, u Belfastu i Londonderiju (ili kraće, Deriju).
Strategija Pire bila je korišćenje što veće sile kako bi došlo do sloma administracije u Severnoj Irskoj, i kako bi ubila toliko britanskih vojnika kako bi se povećao pritisak na britansku vladu da povuče vojsku. Prema novinaru Brendanu O'Brajanu, rat je trebao da bude kratak i uspešan. Strategija je bila "eskalacija, eskalacija, eskalacija, dok Britanci ne odu", prema rečima Šona mek Stiofaina. Ova je strategija uključivala intenzivno regrutovanje volontera i što veći broj napada na britanske snage, kao i bombaške napade protiv gospodarskih meta. Britanska vojska ovu fazu, od 1970. do 1972. naziva "fazom ustanka".
Britanska vlada je vodila tajne pregovore sa vođstvom Ire 1972. kako bi osigurala prekid vatre baziran na kompromisu nakon Krvave nedjelje kada su se regrutovanje Ire i podrška javnosti povećali. IRA je pristala na privremen prekid vatre od 26. jula do 9. avgusta. U avgustu se vođstvo Ire, Šon mek Stiofain, Daiti o Konel, Ajvor Bel, Šejmus Tvimil, Geri Adams i Martin Mekginis, susrelo sa britanskom delegacijom koju je predvodio Vilijam Vajtlo. Vođstvo Ire je odbilo mirovne pregovore koji nisu uključivali obavezu britanskog povlačenja, povlačenje vojske u barake i otpuštanje republikanskih zatvorenika. Britanci su odbili i pregovori su propali.

### Nova Irska i prekid vatre 1975.
Najvažniji cilj u ovom periodu bilo je svrgavanje vlada u Severnoj Irskoj i u Republici Irskoj, i uspostavljanje sveirske, federalne republike, sa decentralizovanim vladama i parlamentom za svaku od četiri povesne irske provincije. Ovaj program je poznat kao Nova Irska (irski: Éire Nua). Ovaj program je bio na snazi do ranih 80-ih godina, kada je napušten zbog nove ideje o centraliziranoj sveirskoj državi.
Do sredine 1970-ih, bilo je jasno da su nade vođstva Ire o brzoj pobedi srušene. Ni britanska vojska nije bila sigurna imaju li njena delovanja ikakvog uspeha protiv Ire. Tajni pregovori između vođstva IRA-e i britanskim sekretarom za Severnu Irsku osigurali su prekid vatre koje je započelo u februaru 1975. IRA je u početku verovala da je to početak povlačenja Britanaca, ali posle je postalo jasno da Britanci ne nude nikakve garancije. Neki su verovali, npr. Gari Adams, da je primirje loše za IRA-u, jer je dovelo do pada discipline i infiltriranja britanskih agenata, i na kraju, hapšenja. Primirje je propalo januara 1976. godine.

### Dugi rat
Nakon toga, IRA je, pod vođstvom Adamsa i njegovih pristalica, započela s novom strategijom, pod nazivom "dugi rat", koja je označila taktiku Ire do kraja sukoba. Sastojala se od reorganizacije IRA-u u manje ćelije, prihvatanje da će rat biti dugotrajan i pojačana je politička borba. Po prvi put IRA se bori na dva načina, oružano i politički. Propagandna knjiga Ire, "Zelena knjiga" (eng. The Green Book) opisala je strategiju dugotrajnog rata na sledeći način:
1. Vođenje iscrpljujućeg rata protiv neprijateljskih vojnika kome je osnova što veći broj britanskih žrtava, kako bi se Britanci povukli zbog pritiska domaće javnosti.
2. Bombaški napadi protiv neprijateljskih finansijskih interesa u Irskoj kako bi poslovanje u Irskoj za britance bilo neprofitno.
3. Jedan od ciljeva bio je i pretvaranje 6 grofovija neupravljivima osim s vojskom.
4. Dobijanje nacionalne i međunarodne podrške.
5. Kažnjavanje kriminalaca, izdajnika i doušnika.

Ipak, vođstvo Ire je tražilo način za prekidanje sukoba u kasnim 70-tim. Novootkriveni britanski tajni dokumenti pokazuju da je IRA ponudila pregovore, ali ih je britanska vlada, na čelu s premijerom Džejmsom Kalaganom odbila.

### Štrajk glađu 1981. godine i politički put
Zatvorenici Ire, osuđeni nakon marta 1976. nisu imali status posebne kategorije u zatvorima. Kao odgovor, više od 500 zatvorenika odbilo je da se kupa ili da nosi zatvorske uniforme (Prljavi protest i protest pokrivačima). Ovo je kulminiralo 1981. u Irskom štrajku glađu, kada se 7 članova Ire i 3 člana Irske narodnoslobodilačke armije izgladnelo do smrti kako bi dobili politički status. Vođa protesta, Bobi Sands i Oven Karon su odabrani u Britanskom parlamentu, a dva druga demonstranta su odabrani za Irski parlament. Osim toga, došlo je do štrajkova i velikih demonstracija u obe Irske kao podrška štrajku glađu. Preko 100 hiljada ljudi bilo je na protestu Bobija Sandsa, prvom od štrajkaša koji je umro.
Nakon uspeha štrajka u dobijanju podrške, republikanci su počeli da posvećuju vreme političkom putu, kroz Šin Fejna. Dani Morison je sažela ovu aktivnost kao "snop papira u jednoj i Armalite u drugoj ruci".

### „TUAS” - mirovna strategija
U 80-im, IRA je pokušala dodatno da eskalira sukob sa tkz. "Tet ofanzivom". Kada to nije uspelo, republikanske vođe su počele da traže politički kompromis kako bi rešili sukob. Geri Adams je započeo pregovore s Džonom Hjumom. Osim toga, pokušao je da odvoji Šin Feina od Ire, govoreći kako su to odvojene organizacije i odbijao je da komentariše akcije Ire. Novostvorena strategija nazivala se TUAS - eng. "Tactical Use of Armed Struggle", ili srp. Taktičko korišćenje oružanog otpora.

## Oružje i operacije
U prvim danima sukoba, od 1969. do 1971, PIRA je bila slabo naoružana, ali ranih 70-ih godina nabavila je velike količine modernog oružja od svojih pristalica iz SAD-a, od libijskog vođe el-Gadafija te prodavača oružja u Evropi, Americi, Bliskom Istoku i drugde.
U početku, osnovne aktivnosti su bile usmerene ka podršci nacionalističkim protestima i odbrani katoličkih područja. Zbog toga je IRA dobila veliku podršku, te su na njih gledali kao na branitelje Irskog naroda i katolika.
Ipak, od 1971. do 1994. započela je veliku ofanzivnu oružanu kampanju protiv britanske vojske, krune lojalne irske policije i ekonomskih ciljeva u Severnoj Irskoj. Prva polovina 70-ih bila je vreme najžešćeg nasilja. Osim toga, PIRA je izvršila napade na protestante kao osvetu za napade na katolike.
Privremena IRA bila je prisutna uglavnom u Severnoj Irskoj, iako je delovala i u Engleskoj, Republici Irskoj, Holandiji i Zapadnoj Nemačkoj. Isto tako je ciljala na službenika Britanske vlade, političare, sudije, važnije vojne i policijske službenike. Do ranih 90-ih, IRA u je u Južnom Armagu započela sa svojom poznatom snajperskom kampanjom i napadima na britanske helikoptere. Bombaški napadi su bili usmereni na političke, gospodarske i vojne mete, i nekih 60 civila je ubijeno u napadima u Engleskoj. Smatra se da su bombaški napadi uverili Britansku vladu da počnu s pregovorima.

## Prekid vatre i uništenje naoružanja
31. avgusta 1994. godine, Privremena IRA je proglasila prekid vatre. Iako nije važio od 1995. do 1997, označio je kraj velike oružane kampanje.
Od decembra 1995. do jula 1997. IRA je prekinula primirje jer nije bila zadovoljna pregovorima. Prekid je ponovo počeo 1997. i traje do danas.
Privremena IRA je uništila svo svoje oružje od jula do septembra 2005. godine. Računa se da je uništeno:
- hiljadu pušaka
- 3 tone Semteksa (plastični eksploziv)
- 20 - 30 teških mitraljeza
- 7 neiskorišćenih projektila
- 7 bacača plamena
- 1200 detonatora
- 20 bacača raketa
- 100 pištolja
- više od 100 ručnih bombi

Prema procenama nezavisne komisije, smatra se da je svo oružje uništeno. Ipak, nepotvrđeni izvori MI5 i Severnoirske policije smatraju da nije svo oružje uništeno. U najnovijem izveštaju, nezavisna komisija je izjavila da nema razloga verovati da svo oružje nije uništeno, a ukoliko je nešto oružja ostalo, zadržali su ga pojedinci izvan kontrole Ire.

## Dogovor u Belfastu
IRA je proglasila prekid vatre 1997. godine kao deo mirovnih procesa koji su doveli do dogovora 1998. u Belfastu (ili Dogovor dobrog petka; eng: Good Friday Agreement). U dogovoru je glavni cilj bio prekid svih paravojnih aktivnosti i razoružavanje oružanih skupina.

## Literatura
- Martin Dillon, 25 Years of Terror – the IRA's War against the British
- English, Richard (2003). Armed Struggle – A History of the IRA. MacMillan, London. ISBN 978-1-4050-0108-3.
- Peter Taylor, Provos – the IRA and Sinn Féin
- Ed Moloney, A Secret History of the IRA, Penguin, London 2002,
- Eamonn Mallie and Patrick Bishop (1988). The Provisional IRA. Corgi, London. ISBN 978-0-552-13337-1.
- Harnden, Toby (1999). Bandit Country – The IRA and South Armagh. Hodder & Stoughton, London. ISBN 978-0-340-71736-3.
- Henry Patterson, The Politics of Illusion; A Political History of the IRA, Serif, London . 1997. ISBN 978-1-897959-31-2. Недостаје или је празан параметар |title= (помоћ)  Архивирано на веб-сајту  (30. април 2014)
- Paul Bew, Henry Patterson, Peter Gibbon, Northern Ireland, 1921 – 2001, Serif, London, . 2002. ISBN 978-1-897959-38-1. Недостаје или је празан параметар |title= (помоћ)  Архивирано на веб-сајту  (30. април 2014)
- Brendan O'Brien (1995). The Long War – The IRA and Sinn Féin. O'Brien Press. Dublin. ISBN 978-0-86278-359-4.
- Tim Pat Coogan, The Troubles,
- Tim Pat Coogan, (1994). The IRA: A History.
- Tony Geraghty. (1998). The Irish War. JHU Press. ISBN 978-0-8018-6456-8.
- David McKittrick, Seamus Kelters, Brian Feeney, Chris Thornton, David McVea, Lost Lives.
- J. Bowyer Bell (1998). The Secret Army – The IRA. 1997 3rd Edition. ISBN 978-1-85371-813-7.
- Christopher Andrews, The Mitrokhin Archive (also published as The Sword and the Shield)
- Ronald John Weitzer (1995). Policing Under Fire: Ethnic Conflict and Police-Community Relations in Northern Ireland. State University of New York Press. ISBN 978-0-7914-2247-2.

## Spoljašnje veze
- Privremena Irska republikanska armija (језик: енглески)